# 东南亚国家联盟
，简称（英文縮寫），是集合东南亚区域国家的一个政府性国际组织。

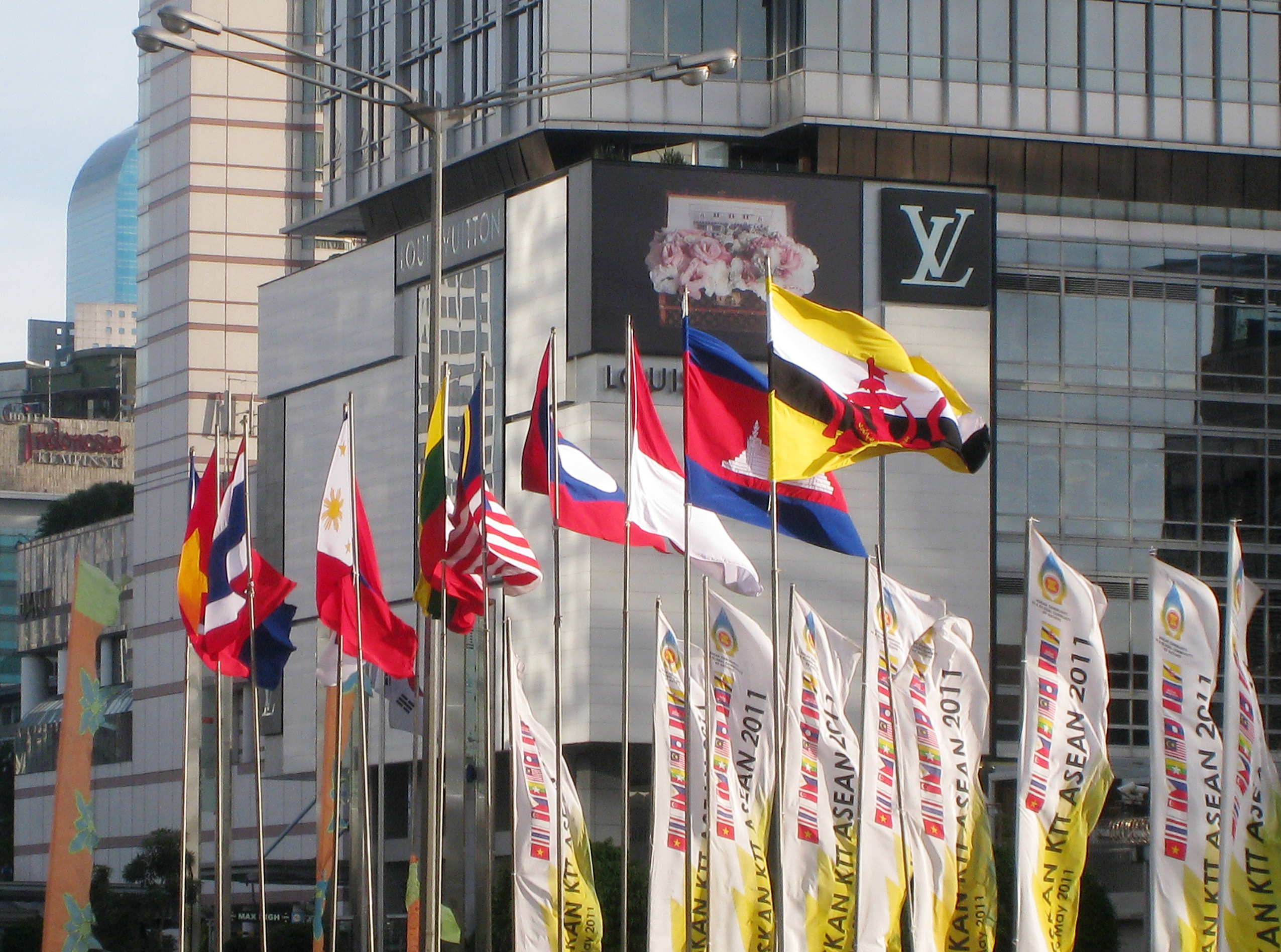
雅加达东盟秘书处的各成员国国旗

東盟成立初期，基于冷战背景立場反共，主要任務之一為防止區域內共產主義勢力擴張，合作側重在軍事安全與政治中立。冷戰結束後东南亚各國政經情勢趨穩，並接納越南社會主義共和國和寮人民民主共和國加入。

## 成员国
东盟目前共有10个正式的成员国，合称东盟十国（ASEAN 10），另外还有一个候选国和一个观察国： 

| 成员国     | 首都       | 国体   | 政体     | 加入时间      | 创始身份 |
| ---------- | ---------- | ------ | -------- | ------------- | -------- |
|            | 斯里巴加湾 | 君主制 | 君主专制 | 1984年1月7日  | 否       |
| 柬埔寨     | 金边       | 君主制 | 议会制   | 1999年4月30日 | 否       |
| 印度尼西亞 | 努山塔拉   | 共和制 | 总统制   | 1967年8月8日  | 是       |
|            | 万象       | 共和制 | 社会主义 | 1997年7月23日 | 否       |
| 马来西亚   | 吉隆坡     | 君主制 | 议会制   | 1967年8月8日  | 是       |
| 緬甸       | 内比都     | 共和制 | 议会制   | 1997年7月23日 | 否       |
| 菲律賓     | 马尼拉     | 共和制 | 总统制   | 1967年8月8日  | 是       |
| 新加坡     | 新加坡     | 共和制 | 议会制   | 1967年8月8日  | 是       |
| 泰國       | 曼谷       | 君主制 | 议会制   | 1967年8月8日  | 是       |
| 越南       | 河内       | 共和制 | 社会主义 | 1995年7月28日 | 否       |

### 观察员国
- （1976年赋予）
- 东帝汶（2002年申请加入，2022年赋予观察员席位）

## 歷史

### 成立
1961年7月31日，泰国、马来亚和菲律宾成立东南亚联盟（英語：Association of Southeast Asia，简称：ASA）。1963年，马来西亚和菲律宾因为领土问题断交。1965年8月，马来西亚、新加坡分治，联盟由此陷于瘫痪。
1967年8月6日，立場反共的泰国、马来西亚、新加坡、菲律宾、印尼五国外长在曼谷举行会议；8月8日，印尼外长亚当·马利克、菲律宾外长纳西索·拉莫斯、马来西亚外长敦阿都拉萨、新加坡外长拉惹勒南和泰国外长他纳·科曼联合签署《东盟宣言》，正式宣告東盟恢復運作并更名為“東南亞國家聯盟”，五位外长后来被称为“东盟创始人”（Founding Fathers of the ASEAN）。
1976年，在峇里島举行的东南亚国家联盟第一次首脑会议签署《东南亚友好合作条约》和《亚细安协调一致宣言》，也就是《峇里第一協約》，确定東盟的宗旨和原则，成為发展的重要里程碑。1977年8月，第二次东盟首脑会议在吉隆坡举行。

### 扩张
1984年1月8日，同年元旦独立的文莱加入東盟，至此，東盟有6个成员国。由于后来其他东南亚4个国家加入东盟，这6个成员称为原東盟成员或東盟老成员。1995年7月28日，越南加入。1997年7月23日，老挝、缅甸加入。1999年4月30日，柬埔寨加入。2006年7月，东帝汶提出申請加入東盟。另巴布亞新几內亞因领土在东南亚之外被列为東盟觀察員。
2007年8月8日，為慶祝東盟成立40週年，特定當天為东盟日。11月20日，東協十國元首在新加坡簽署《東盟憲章》。2009年4月11日，芭堤雅東盟會議成員所下榻兩間酒店遭親反紅衫軍群眾嚴重干擾而腰斬。2010年，与中国建立中国—东盟自由贸易区，形成「東協加一」規模為全球人囗數最多，開發中國家最大的自由貿易區。2012年11月18日，东盟十国签署了象征人权领域合作成果的《亚细安人权宣言》。《宣言》旨在保障本区域人民的人权，以作为未来人权合作的基本框架。2015年11月22日，東盟十國於馬來西亞召開的第二十七屆高峰會簽署共同聲明，成立東南亞經濟共同體（AEC）。共同體將於同年12月31日正式上路。
2022年11月11日，在柬埔寨金边举行的第41届东盟峰会上，与会领导人发表共同声明，原则上同意接纳东帝汶成为第11个正式成员国，授予其更高的观察员地位以允许其参与各种东盟会议，并将于2023年东盟峰会期间制定东帝汶加入东盟的具体路线图。
2023年6月22日，东盟首次联合军演在印尼所属水域南纳土纳海舉行。

## 東盟會議

### 正式會議
| 主权国家   | 人类发展指数 (2022) | 人类发展指数 (2022) |
| ---------- | ------------------- | ------------------- |
| 新加坡     | 0.949 (最高)        | 非常高              |
|            | 0.823               | 非常高              |
| 马来西亚   | 0.807               | 非常高              |
| 泰國       | 0.803               | 非常高              |
| 东盟       | 0.736 (中等)        | 高                  |
| 越南       | 0.726               | 高                  |
| 印度尼西亞 | 0.713               | 高                  |
| 菲律賓     | 0.710               | 高                  |
|            | 0.620               | 中等                |
| 緬甸       | 0.608               | 中等                |
| 柬埔寨     | 0.600 (最低)        | 中等                |

| 語言    | 母語 | 總共 |
| ------- | ---- | ---- |
| 馬來    | 11%  | 43%  |
| 越南    | 11%  | 14%  |
| 緬甸    | 5%   | 7%   |
| 他加祿  | 4%   | 12%  |
| 寮/依善 | 4%   | 11%  |
| 泰語    | 4%   | 10%  |
| 高棉    | 2%   | 2%   |
| 華語    | <1%  | 1%   |
| 坦米爾  | <1%  | <1%  |
| 英語    | <1%  | 不明 |

| 屆 | 日期                                    | 國家       | 城市/地點         | 主持                 |
| --- | --------------------------------------- | ---------- | ----------------- | -------------------- |
| 1 | 1976年2月23－24日                       | 印度尼西亞 | 峇里              | 苏哈托               |
| 2 | 1977年8月4－5日                         | 马来西亚   | 吉隆坡            | 胡先翁               |
| 3 | 1987年12月14－15日                      | 菲律賓     | 馬尼拉            | 柯拉蓉·阿基诺        |
| 4 | 1992年1月27－29日                       | 新加坡     | 新加坡            | 吴作栋               |
| 5 | 1995年12月14－15日                      | 泰國       | 曼谷              | 班汉·西巴阿差        |
| 6 | 1998年12月15－16日                      | 越南       | 河內              | 黎可漂               |
| 7 | 2001年11月5－6日                        |            | 斯里巴加灣        | 哈山纳·波基亚        |
| 8 | 2002年11月4－5日                        | 柬埔寨     | 金邊              | 洪森                 |
| 9 | 2003年10月7－8日                        | 印度尼西亞 | 峇里              | 梅加瓦蒂             |
| 10 | 2004年11月29－30日                      |            | 永珍              | 坎代·西潘敦          |
| 11 | 2005年12月12－14日                      | 马来西亚   | 吉隆坡            | 阿卜杜拉·巴达维      |
| 12 | 2007年1月11－14日1                      | 菲律賓2    | 曼達維市          | 格洛丽亚             |
| 13 | 2007年11月18－22日                      | 新加坡     | 新加坡            | 李显龙               |
| 143 | 2009年2月27日－3月1日 2009年4月10－11日 | 泰國       | 清邁、華欣 芭達雅 | 阿披实·威差奇瓦      |
| 15 | 2009年10月23日                          | 泰國       | 清邁、華欣        | 阿披实·威差奇瓦      |
| 16 | 2010年4月8－9日                         | 越南       | 河内              | 阮晉勇               |
| 17 | 2010年10月28－31日                      | 越南       | 河内              | 阮晉勇               |
| 184 | 2011年5月7－8日                         | 印度尼西亞 | 雅加达            | 苏西洛·班邦·尤多约诺 |
| 194 | 2011年10月21－23日                      | 印度尼西亞 | 峇里              | 苏西洛·班邦·尤多约诺 |
| 20 | 2012年4月3－4日                         | 柬埔寨     | 金邊              | 洪森                 |
| 21 | 2012年11月17－20日                      | 柬埔寨     | 金邊              | 洪森                 |
| 22 | 2013年4月24－25日                       |            | 斯里巴加湾        | 哈桑纳尔·博尔基亚    |
| 23 | 2013年10月9日                           |            | 斯里巴加湾        | 哈桑纳尔·博尔基亚    |
| 24 | 2014年5月10－13日                       | 緬甸       | 奈比多            | 登盛                 |
| 25 | 2014年11月10－12日                      | 緬甸       | 奈比多            | 登盛                 |
| 26 | 2015年4月26－27日                       | 马来西亚   | 吉隆坡、浮羅交怡  | 纳吉·阿都拉萨        |
| 27 | 2015年11月18－22日                      | 马来西亚   | 吉隆坡            | 纳吉·阿都拉萨        |
| 28 | 2016年9月6－8日                         |            | 永珍              | 通伦·西苏里          |
| 29 | 2016年9月6－8日                         |            | 永珍              | 通伦·西苏里          |
| 30 | 2017年4月28－29日                       | 菲律賓     | 帕賽市            | 杜特蒂               |
| 31 | 2017年11月10－14日                      | 菲律賓     | 帕賽市            | 杜特蒂               |
| 32 | 2018年4月25－28日                       | 新加坡     | 新加坡            | 李顯龍               |
| 33 | 2018年11月11－15日                      | 新加坡     | 新加坡            | 李顯龍               |
| 34 | 2019年6月20－23日                       | 泰國       | 曼谷              | 巴育                 |
| 35 | 2019年11月1－4日                        | 泰國       | 曼谷              | 巴育                 |
| 365 | 2020年6月26日                           | 越南       | 河内              | 阮春福               |
| 375 | 2020年11月11日                          | 越南       | 河内              | 阮春福               |
| 3856 | 2021年10月26－28日                      |            | 斯里巴加湾        | 哈桑纳尔·博尔基亚    |
| 3956 | 2021年10月26－28日                      |            | 斯里巴加湾        | 哈桑纳尔·博尔基亚    |
| 406 | 2022年11月10－13日                      | 柬埔寨     | 金边              | 洪森                 |
| 416 | 2022年11月10－13日                      | 柬埔寨     | 金边              | 洪森                 |
| 426 | 2023年5月9－11日                        | 印度尼西亞 | 拉布安巴佐        | 佐科·维多多          |
| 436 | 2023年9月5－7日                         | 印度尼西亞 | 雅加达            | 佐科·维多多          |
| 446 | 2024年10月6－11日                       |            | 永珍              | 宋赛·西潘敦          |
| 456 | 2024年10月6－11日                       |            | 永珍              | 宋赛·西潘敦          |
| 46 | 2025年5月26－27日                       | 马来西亚   | 吉隆坡            | 安华·依布拉欣        |
| 47 | 2025年11月3－5日                        | 马来西亚   | 布城              | 安华·依布拉欣        |
| 487 | 2026年                                  | 菲律賓     |                   | 小费迪南德·马科斯    |
| 497 | 2026年                                  | 菲律賓     |                   | 小费迪南德·马科斯    |
| 1 原訂於2006年12月10－14日舉行，後因颱風尤特而推遲。 |                                         |            |                   |                      |
| 2 由於緬甸受美國及歐盟巨大壓力而退出，改由菲律賓主辦會議 |                                         |            |                   |                      |
| 3 會議由兩部分組成。 第一部分由原訂2008年12月12－17日改期，因為2008年泰國政治危機。 第二部分在4月11日取消，因為有示威者進入會場。                                                                         |                                         |            |                   |                      |
| 4 由於 印度尼西亞2013年要主辦亞太經合組織會議（以及有可能主辦二十國集團會議，儘管最終落戶俄羅斯）， 印度尼西亞透過與 對調年份，連續主辦兩次。                                                             |                                         |            |                   |                      |
| 5 由於2019冠状病毒病疫情一度推迟并最终改为视频会议，本表中这4届的河内及斯里巴加湾指的是主席国会议服务器驻地。 |                                         |            |                   |                      |
| 6 因受到2021年緬甸軍事政變及其示威活动影响，缅甸军方领导人被禁止出席峰会，该国因而未参加第38届至43届峰会。主办方曾提出可以邀请“非政府代表”，但未获接受。第44~45届东盟峰会期间，缅甸则派外交常务次官代表。 |                                         |            |                   |                      |
| 7鉴于对缅甸主办峰会仍存在不信任问题，原本计划主办2027年峰会的菲律宾选择提前于2026年主办。 |                                         |            |                   |                      |

### 區域論壇
東盟區域論壇（英文:ASEAN Regional Forum，簡稱ARF）是亞太地區正式的，官方的，多邊的對話。截至2007年7月，它包括二十七名參加者。 ARF的目標是促進對話和磋商，並促進該地區的建立信任和預防性外交。ARF第一次在1994年舉行會議。ARF目前的參與者是：所有東盟成員國，澳大利亞，孟加拉國，加拿大，中華人民共和國，歐盟，印度，日本，朝鮮，韓國，蒙古，新西蘭，巴基斯坦，巴布亞新幾內亞，俄羅斯，東帝汶，美國和斯里蘭卡。

## 周边贸易关系

### 东盟十加三
東盟成立之初，視正處於“文革”浪潮中的中华人民共和国為共產主義擴展的嚴重威脅，而中华人民共和国則視東盟為反共集團，但在1972年美國總統尼克森正式訪问中华人民共和国，中美關係正常化後，東盟各成員國亦開始陸續追随美国與中华人民共和国建交，並解除對華貿易禁令。隨著東歐劇變、蘇聯解體與冷戰結束，中华人民共和国於1996年成为東盟全面对话伙伴，与日本、韩国和一样透过“東協十加三会议”与东盟成员国进行共同协商。

### 東亞自由貿易區
2004年11月29日中华人民共和国與東盟在老挝首都永珍簽署「中國－東盟全面經濟合作框架協議貨物貿易協議」，朝推動成立自由貿易協議區（東盟十加一）的方向推進。為達到2010年中国—东盟自由贸易区物流零關稅的目標，雙方決定自2005年開始，針對部分貨品開始協商免稅，再逐漸擴大到2010年時達到全面免稅的目標。另一方面，日本與韓國也宣布將自2005年開始，與東協十國協商自由貿易區談判，以作為成立东盟自由贸易区（十加三）的起步。

### 区域全面经济伙伴关系协定
区域全面经济伙伴关系协定（英語：Regional Comprehensive Economic Partnership，缩写为）是由东南亚国家联盟十国发起，由中華人民共和國、日本、韩国、澳大利亚、新西兰等与東盟有自由貿易協定的五国共同参加，共计15个缔约方所构成的高级自由貿易协定。此协议也向其他外部经济体开放，比如中亚国家、南亚及大洋洲其他国家。RCEP旨在通过削减关税及非关税壁垒，建立统一市场的自由贸易协定。经批准生效后，“各成员之间关税减让以立即降至零关税、10年内降至零关税的承诺为主”。
2019年11月4日，谈判完成，但印度中途退出。2020年11月15日，已15个RCEP缔约方正式簽署協定。由此，该协定超越歐盟自由貿易区成為世界上最大自由貿易經濟體系。
截至2021年11月2日，已有6个东盟成员国缔约方和4个非东盟成员国缔约方向东盟秘书长正式提交核准书，标志协定满足生效条件（6个东盟成员国缔约方和3个非东盟成员国缔约方核准），根据协定规定，RCEP将在达到协定生效门槛六十天后的2022年1月1日开始生效。因韩国在2021年12月2日才批准该协定，该协定在韩国的生效日期为2022年2月1日；因马来西亚在2022年1月17日交存核准书，该协定在马来西亚的生效日期为2022年3月18日。
2022年1月1日，协议正式生效，由此该协定超越欧洲联盟，成为目前世界最大的自由贸易协议。

## 体育

### 東南亞運動會
东南亚运动会是一项每两年举办一次的大型综合性地区体育赛事，参赛的国家包括了东南亚地区的11个国家，赛事由国际奥委会和亚洲奥林匹克理事会监督的东南亚运动会联盟管理。东南亚运动会目前已具有相当规模，对整个东南亚地区体育运动的开展，起到了积极的推动作用。

### 東南亞足球錦標賽
东南亚足球锦标赛是每两年举办一次的东南亚地区足球锦标赛，由亚细安足球协会主办，参赛国来自东南亚地区，首届赛事于1996年举行，当时獲得啤酒品牌虎牌啤酒的贊助，因此賽事被冠名為虎牌杯，直至2006年起賽事更名为东南亚足球锦标赛。

### 東南亞職業籃球聯賽
东南亚职业篮球联赛成立于2009年，是东南亚国家首个职业篮球联赛。

## 成效與局限
至20世紀末，東盟在地區經濟合作方面成效不算明顯，因為各成員國主要關心對自己國家有利的經濟計劃，對本國無利益的計畫都不大關心，事實上，東盟部份成員國財富差距甚大（例如新加坡、汶萊和老撾、緬甸、柬埔寨的經濟狀況各走極端），因而難以制訂一個能顧全全部成員國的經濟合作計畫。
此外，東盟規條規定不干涉成員國內政，1990年緬甸軍政府不承認選舉落敗的結果，更軟禁了昂山素姬，但是緬甸仍可於1997年加入東盟。
東盟在維護東南亞地區和平方面取得較大成效，早在1978年越南入侵柬埔寨時，東盟五個始創成員國（泰國、馬來西亞、新加坡、菲律賓、印尼）已不定時舉行聯合軍事演習，最終更成功使越南於1989年從柬埔寨撤兵。
1984年1月1日，汶萊獨立，1月7日加入東盟，成為東盟第六個成員國，六國於1986年合作，舉辦東盟旅遊年，推廣東南亞旅遊業，其後合作增大，容納過往關係疏離的成員國（老撾、緬甸、柬埔寨）甚至是曾經敵對的越南，至今除東帝汶外，所有東南亞國家已經加入東盟，東盟也不再滿足於區域合作，找尋新的合作夥伴，例如印度、中國、日本、韓國、美國、歐盟等，東南亞國家的国际地位也大幅提高，此為東盟的成效。

## 外部連結
- 东南亚国家联盟的Facebook專頁
- 东南亚国家联盟的X（前Twitter）
- 东南亚国家联盟的Instagram帳戶
- ASEAN Secretariat - official website（页面存档备份，存于）
- ASEAN News Network
- 东盟概况 - 新华网（页面存档备份，存于）